# Erick Morillo

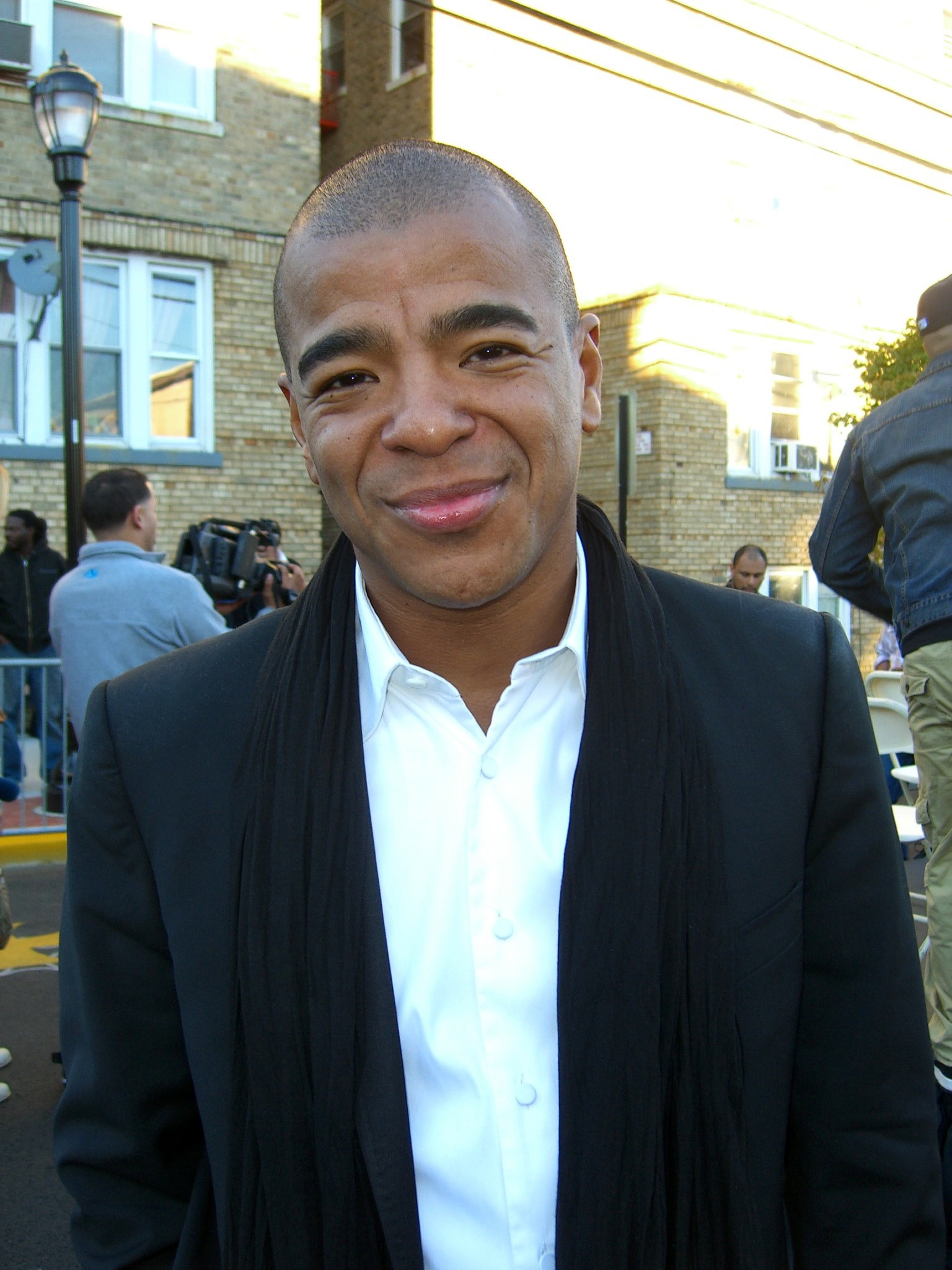
Erick Morillo

Erick Morillo (* 26. März 1971 in New York City, New York; † vor oder am 1. September 2020 in Miami Beach, Florida) war ein US-amerikanischer House-DJ und -Produzent.

## Karriere
Als Produzent brachte Morillo Tracks unter einer Vielfalt von Pseudonymen heraus (RAW, Smooth Touch, RBM, Deep Soul, Club Ultimate, Lil’ Mo Ying Yang).
1994 gelang ihm zusammen mit dem Rapper The Mad Stuntman unter dem Pseudonym Reel 2 Real der US-Dancefloor-Hit I Like to Move It. Dieser Song war in vielen Ländern ein Top-10-Hit und erreichte zum Beispiel in Deutschland Platz 3. Auch arbeitete er als MNM mit Al MacDowell und Jose Nuñez zusammen. 1998 wurde sein im Jahre 1997 gegründetes Plattenlabel Subliminal Records anlässlich der Muzik Awards als bestes unabhängiges Label ausgezeichnet.
2014 erreichte er mit seinem Dance-Projekt Both mit dem Lied Straight Outta Line die Singlecharts zahlreicher Länder. Als Gast-DJ wurde er in vielen Clubs engagiert und galt als einer der bestbezahlten DJs der Welt.
Er wurde am 1. September 2020 im Alter von 49 Jahren tot in seinem Haus in Miami Beach aufgefunden. Er starb an einer Ketaminvergiftung.

## Offizielle Würdigung
Im Oktober 2012 wurde Morillo von seiner ehemaligen Heimatstadt Union City, New Jersey, in einer Zeremonie geehrt. Ein Straßenabschnitt der Bergenline Avenue zwischen der 14th und 15th Street, wo er als Jugendlicher gelebt hatte, wurde nach ihm benannt, "Erick Morillo Way". Der Bürgermeister von Union City lobte den Star-DJ, zumal dieser großzügig einer örtlichen Schule 100 Nook-Tablets gespendet hatte.

## Beschuldigung wegen sexueller Nötigung
Erick Morillo wurde von einer weiblichen DJ wegen sexueller Nötigung beschuldigt und im August 2020 verhaftet. Im Dezember 2019 hatte Morillo auf einer privaten Party in Florida zusammen mit ihr aufgelegt, bevor sie und eine andere Frau zu ihm nach Hause gingen. Dort kam es laut Polizeibericht zu ungewollten sexuellen Annäherungsversuchen von Morillo gegenüber der DJ. Später sei sie nackt aufgewacht, während Morillo – ebenfalls nackt – in ihrer Nähe gewesen sei. Morillo stritt die Vorwürfe zunächst ab, stellte sich aber der Polizei, nachdem medizinische Untersuchungen, die der Spurensicherung nach einer Vergewaltigung dienen, seine DNA nachgewiesen hatten.
Morillo wurde nur wenige Tage vor der geplanten Anklageerhebung vor Gericht tot aufgefunden. Nach seinem Tod meldeten sich weitere Frauen, die ähnliche Vorwürfe erhoben. Sie wurden anschließend in den sozialen Medien angegriffen und waren mit Verleumdungen konfrontiert.

## Diskografie
Für Veröffentlichungen mit Reel 2 Real siehe hier.

### Singles
| Jahr                     | Titel Album                  | Höchstplatzierung, Gesamtwochen, AuszeichnungChartplatzierungen (Jahr, Titel, Album, Platzierungen, Wochen, Auszeichnungen, Anmerkungen) | Höchstplatzierung, Gesamtwochen, AuszeichnungChartplatzierungen (Jahr, Titel, Album, Platzierungen, Wochen, Auszeichnungen, Anmerkungen) | Anmerkungen                             |
| Jahr                     | Titel Album                  | DE | UK | Anmerkungen                             |
| ------------------------ | ---------------------------- | --- | --- | --------------------------------------- |
| als Smooth Touch         |                              | | |                                         |
|                          |                              | | |                                         |
| 1994                     | House of Love (In the House) | — | UK58 (2 Wo.)UK |                                         |
| 1997                     | Tripping                     | — | UK79 (1 Wo.)UK |                                         |
| als Lil Mo’ Yin Yang     |                              | | |                                         |
|                          |                              | | |                                         |
| 1996                     | Reach                        | — | UK28 (4 Wo.)UK |                                         |
| als Da Mob               |                              | | |                                         |
|                          |                              | | |                                         |
| 1998                     | Fun                          | — | UK33 (2 Wo.)UK | feat. Jocelyn Brown                     |
| 1999                     | It’s All Good                | — | UK54 (2 Wo.)UK | feat. Jocelyn Brown                     |
| als Ministers De La Funk |                              | | |                                         |
|                          |                              | | |                                         |
| 2000                     | Believe                      | — | UK42 (4 Wo.)UK |                                         |
| als Erick Morillo        |                              | | |                                         |
|                          |                              | | |                                         |
| 2003                     | Dancin                       | — | UK91 (3 Wo.)UK | mit Harry Romero                        |
| 2011                     | Stronger                     | — | UK80 (1 Wo.)UK | mit Eddie Thoneick feat. Shawnee Taylor |
| als Both                 |                              | | |                                         |
|                          |                              | | |                                         |
| 2014                     | Straight Outta Line          | DE57 (14 Wo.)DE | — |                                         |

### Gastbeiträge
| Jahr              | Titel Album                 | Höchstplatzierung, Gesamtwochen, AuszeichnungChartplatzierungen (Jahr, Titel, Album, Platzierungen, Wochen, Auszeichnungen, Anmerkungen) | Höchstplatzierung, Gesamtwochen, AuszeichnungChartplatzierungen (Jahr, Titel, Album, Platzierungen, Wochen, Auszeichnungen, Anmerkungen) | Anmerkungen                         |
| Jahr              | Titel Album                 | DE | UK | Anmerkungen                         |
| ----------------- | --------------------------- | --- | --- | ----------------------------------- |
| als Erick Morillo |                             | | |                                     |
|                   |                             | | |                                     |
| 2012              | Elephant Heartbreak on Hold | — | UK42 (4 Wo.)UK | Alexandra Burke feat. Erick Morillo |